# Flutgraben (Helme)
Der Flutgraben ist ein rechter Zufluss der Helme im thüringischen Landkreis Nordhausen.

## Verlauf
Der Helme-Zufluss entspringt östlich der Stadt Heringen. Er fließt unmittelbar nach seiner Quelle an einigen Teichen entlang. Diese werden hauptsächlich zur Fischzucht genutzt. Der Hammaer Bach erreicht den Flutgraben ca. 2 km vor seiner Mündung in die Helme.